# Intimizmus
Az enteriőrtervezés századfordulós irányzata. Festőiségre törekvés jellemzi. Főként műterem-enteriőrökben bontakozott ki. Az intimizmus ars poeticája személyiségidealizmuson nyugodott, ez ikonológiai többletet is jelent. Az enteriőr az alaprajz magvává válik. Belülről kifelé épülő házak keletkeznek, melyek belsejében a hagyományos perspektíva elveszíti jelentőségét, helyette csak benső távlatot tűr meg. Ezáltal válik élővé, organikussá.

## Típusai
Mindegyik típus független az urbanizáció kötöttségeitől.

### lekerekített vagy kör alaprajzú, centrális terek
Az intenzív befelé fordulást valósítja meg, a forma egyszerre alakítja az enteriőrt és magát az épületet. 
- milánói világkiállítás magyar pavilonja, 1906
- velencei magyar pavilon zeneszobája, 1909
- Torockai: Vaszary műterme Tatán, 1911

### megtört falsíkok, zegzugokat képező falrészek és térelemek
A bútorok és a hozzájuk kötődő életfunkciók határozzák meg. A tagolást egy-egy építészeti elem határozza meg (oszlop) vagy függöny. Mennyezet változatossága (koporsólezárás). Magas belső terket galériák is osztják. Sokszor sokszög alaprajz keletkezik, amit tovább tagolnak ablakfülkék.
- Körösfői-Kriesch: Műterem, 1905
- Lajta Béla: Malonyai-villa, 1905-07
- Kozma: A Rózsavölgyi Könyv- és Zenekereskedés enteriőrje, 1912

### természet interiorizálása: félig nyitott, félig zárt terek
Ez a típus főleg Torockait igazgatta. Vallomása: „kibővített lakásunk a kert, ezért ennek és a háznak közös a lelke” (A ház. In: Magyar Iparművészet, 1910.) Enteriőrszerűen tervezett kertek: a kert ugyanolyan zárt, de változatos élettér, mint a lakás. Ebbe a típusba tartoznak Erdély népházai.

### külvilág interiorizálása: átvezető épületrészek
Új épületrész formálódik az udvar és a ház között az erdélyi falusi házak mintájára. Ezt Medgyaszay „kieresztésnek” nevezte. Közösségi és egyben térkapcsolatok, főleg népházaknál, iskolatemplomoknál, művésztelepi házaknál.

## Festészet
Az intimizmus festészeti megjelenésének egyik neves képviselője Henri Le Sidaner francia festő.